# Burl Ives
Burl Icle Ivanhoe Ives, född 14 juni 1909 i Hunt, Jasper County, Illinois, död 14 april 1995 i Anacortes, Washington, var en amerikansk folk- och countrysångare samt skådespelare och författare.

## Filmografi i urval
- 1948 – Green Grass of Wyoming
- 1949 – Det svarta fåret
- 1955 – Öster om Eden
- 1958 – Det stora landet
- 1958 – Katt på hett plåttak
- 1959 – Vår man i Havanna
- 1976 – Lilla huset på prärien
- 1977 – Rötter

## Diskografi
Album (urval)
- 1941 – Okeh Presents the Wayfaring Stranger
- 1944 – The Wayfaring Stranger
- 1949 – The Return of the Wayfaring Stranger
- 1950 – Historical America in Song
- 1952 – Christmas Day in the Morning
- 1956 – Down to the Sea in Ships
- 1956 – Burl Ives Sings... For Fun
- 1958 – Australian Folk Songs
- 1959 – Burl Ives Sings Little White Duck and Other Children's Favorites
- 1961 – The Versatile Burl Ives!
- 1961 – Songs of the West
- 1961 – It's Just My Funny Way of Laughin'
- 1963 – Burl Ives and the Korean Orphan Choir Sing of Faith and Joy
- 1963 – Burl Ives Presents America's Musical Heritage
- 1963 – Walt Disney Presents Burl Ives' Animal Folk
- 1964 – Scouting Along with Burl Ives
- 1964 – Burl Ives Sings Pearly Shells and Other Favorites
- 1964 – Rudolph the Red-Nosed Reindeer
- 1965 – Have a Holly Jolly Christmas
- 1968 – The Times They Are a-Changin'
- 1972 – Christmas at the White House
- 1977 – Christmas by the Bay

Singlar (topp 25 på Billboard Hot 100)
- 1948 – "Blue Tail Fly" (med The Andrews Sisters och Vic Schoen's Orchestra) (#24)
- 1949 – "Lavender Blue" (med Captain Stubby and The Buccaneers) (#16)
- 1949 – "Riders in the Sky" (#21)
- 1951 – "On Top of Old Smoky" (med Percy Faith and His Orchestra) (#10)
- 1954 – "True Love Goes On And On" (med Gordon Jenkins and His Orchestra and Chorus) (#23)
- 1961 – "A Little Bitty Tear" (med The Anita Kerr Singers och Owen Bradley's Orchestra) (#9)
- 1962 – "Funny Way of Laughin' " (med Owen Bradley's Orchestra) (#10)
- 1962 – "Call Me Mr. In-Between" (med Owen Bradley's Orchestra) (#19)